# Гумус

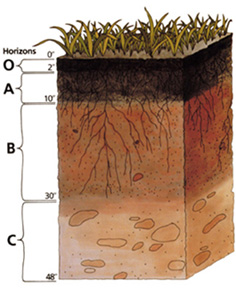
На этом изображении тёмным цветом обозначен гумусовый слой

Гу́мус (лат. humus «земля, почва»), иногда перегной — основное органическое вещество почвы, содержащее питательные вещества, необходимые высшим растениям. Гумус составляет 85—90 % органического вещества почвы и является важным критерием при оценке её плодородности. В весовом составе верхнего слоя почвы содержание гумуса колеблется от долей процента в бурых почвах (бурые пустынно-степные) до 10—15 % в чернозёмах.
Гумус составляют индивидуальные (в том числе специфические для почвы) органические соединения, продукты их взаимодействия, а также органические соединения, находящиеся в форме органо-минеральных образований.

## Накопление гумуса
Гумус образуется в почве в результате преобразования растительных и животных органических остатков — гумификации. Процесс почвообразования, включающий накопление гумуса, называется «гумусонакоплением» или «дерновым процессом».

## Термины и определения по ГОСТу[2]
Гумус — часть органического вещества почвы, представленная совокупностью специфических и неспецифических органических веществ почвы, за исключением соединений, входящих в состав живых организмов и их остатков.
Групповой состав гумуса — перечень и количественное содержание групп органических веществ, входящих в состав гумуса.
Фракционный состав гумуса — содержание органических веществ, входящих в отдельные группы гумусовых соединений и различающихся по формам их связи с минеральной частью почвы.
Специфические гумусовые вещества — темноокрашенные органические соединения, входящие в состав гумуса и образующиеся в процессе гумификации растительных и животных остатков в почве. В составе гумусовых веществ имеются и гидрофобные, и гидрофильные группы.
Гумусовые кислоты — класс высокомолекулярных органических азотсодержащих оксикислот с бензоидным ядром, входящих в состав гумуса и образующихся в процессе гумификации.
Гуминовые кислоты (ГК) — группа тёмноокрашенных гумусовых кислот, растворимых в щелочах и нерастворимых в кислотах.
Гиматомелановые кислоты (ГМК) — группа гумусовых кислот, растворимых в этаноле.
Фульвокислоты (ФК) — группа гумусовых кислот, растворимых в воде, щелочах и кислотах.
Гумин — органическое вещество, входящее в состав почвы, нерастворимое в кислотах, щелочах, органических растворителях.
Степень гумификации органического вещества — отношение количества углерода гумусовых кислот к общему количеству органического углерода почвы, выраженное в массовых долях.